# Laphria ferruginosa
Laphria ferruginosa là một loài ruồi trong họ Asilidae. Laphria ferruginosa được Wulp miêu tả năm 1872. Loài này phân bố ở miền Australasia.